# Catedral de Roseau
La Catedral de Roseau (en inglés: Cathedral of Our Lady of Fair Haven of Roseau; originalmente en francés: Église de Notre-Dame du Bon Port du Mouillage de Roseau) es una catedral católica en Roseau, la capital de Dominica un país de las Antillas Menores. La iglesia es la sede de la diócesis de Roseau, diócesis sufragánea de la arquidiócesis de Castries, en Santa Lucía.
La catedral es un ejemplo de la influencia del mestizaje europeo en Dominica. Construida en el estilo románico gótico del renacimiento, la consagración de la Catedral, en su forma actual, data de 1916.